# نمایش باشکوه هالیوود
نمایش باشکوه هالیوود (انگلیسی: Hollywood on Parade) مجموعه ای از چندین فیلم کوتاه دربارۀ ستارگان سینما، خوانندگان و افراد مشهور هالیوود است که مابین سال‌های ۱۹۳۲ تا ۱۹۳۴ منتشر شد.

## بازیگران
- ریچارد آرلن
- روسکو آتس
- دیانا سرا کری
- تلولا بنک‌هد
- ویرجینیا چریل
- موریس شوالیه
- گری کوپر
- جکی کوپر
- باستر کرب
- بینگ کرازبی
- وایولا دینا
- ببه دنیلز
- میکی دنیلز
- فرانکی دارو
- فرنسیس دی
- فیفی د اورسی
- بیلی داو
- جیمی دورنتی
- کلیف ادواردز
- استوارت اروین
- داگلاس فیربنکس جونیور
- لری فاین
- ماک گوردن
- کری گرانت
- میتزی گرین
- لوید همیلتون
- تد هیلی
- ادوارد اورت هورتون
- مو هاوارد
- کرلی هاوارد
- شیک جانسون
- ادی کین
- هلن کین
- کارول لمبارد
- بلا لوگوسی
- بن لیون
- جانت مک‌دانلد
- فردریک مارچ
- تیم مک‌کوی
- تام میکس
- پالی مورن
- کلارنس میوس
- جک اوکی
- ال اولسون
- مری پیکفورد
- جینجر راجرز
- آنیتا استوارت
- بن ترپین
- رودی واله
- آنا می ونگ
- رابرت وولسی
- فی ری
- اد وین
- براکس سیسترز